# Calosoma scrutator
Calosoma scrutator  (лат.) — вид жуков-жужелиц из подсемейства настоящих жужелиц. Распространён в Канаде, США, Мексике, Гватемале и Венесуэле. Встречаются на полях, в садах, насаждениях, чаще близ широколиственных лесов. Имаго и личинки являются хищниками, охотящиеся на гусениц. Имаго лазают по различным возвышенностям (большие камни, пни) в поисках добычи.
Длина тела имаго 25—35 мм. Надкрылья ярко-зелёные с красными или золотистыми краями. Переднеспинки с менее яркими цветами. Внешне похож на Calosoma wilcoxi, но он отличается от Calosoma scrutator меньшим размером (длиной 16—20 мм).